# Liste der Wertpapierbörsen
Dies ist eine Liste der Wertpapierbörsen weltweit:

## Afrika

### Äquatorialguinea
- Bourse des Valeurs Mobilières de l’Afrique Centrale (BVMAC)

### Algerien
- Algiers Stock Exchange (SGBV)

### Ägypten
- Egyptian Exchange (EGX)

### Angola
- Bolsa de Dívida e Valores de Angola (BODIVA)

### Benin
- Bourse Régionale des Valeurs Mobilières (BRVM)

### Botswana
- Botswana Stock Exchange (BSE)

### Burkina Faso
- Bourse Régionale des Valeurs Mobilières (BRVM)

### Elfenbeinküste
- Bourse Régionale des Valeurs Mobilières (BRVM)

### Eswatini
- Eswatini Stock Exchange (ESE)

### Gabun
- Bourse des Valeurs Mobilières de l’Afrique Centrale (BVMAC)

### Ghana
- Ghana Stock Exchange (GSE)

### Guinea-Bissau
- Bourse Régionale des Valeurs Mobilières (BRVM)

### Kamerun
- Douala Stock Exchange (DSX)
- Bourse des Valeurs Mobilières de l’Afrique Centrale (BVMAC)

### Kap Verde
- Bolsa de Valores de Cabo Verde (BVC)

### Kenia
- Nairobi Stock Exchange (NSE)

### Kongo
- Bourse des Valeurs Mobilières de l’Afrique Centrale (BVMAC)

### Libyen
- Libyan Stock Market (LSM)

### Malawi
- Malawi Stock Exchange (MSE)

### Mali
- Bourse Régionale des Valeurs Mobilières (BRVM)

### Mauritius
- Stock Exchange of Mauritius (SEM)

### Marokko
- Casablanca Stock Exchange (CSE)

### Mosambik
- Bolsa de Valores de Moçambique (BVM)

### Namibia
- Börse Namibia (NSX)

### Niger
- Bourse Régionale des Valeurs Mobilières (BRVM)

### Nigeria
- Nigerian Stock Exchange (NSE)
- NASD OTC Securities Exchange
- FMDQ Group
- Abuja Securities & Commoditiy Exchange

### Ruanda
- Rwanda Stock Exchange (RSE)

### Sambia
- Lusaka Stock Exchange (LuSE)

### Senegal
- Bourse Régionale des Valeurs Mobilières (BRVM)

### Seychellen
- Seychelles Securities Exchange (MERJ Exchange)

### Sierra Leone
- Sierra Leone Stock Exchange (SLSE)

### Simbabwe
- Zimbabwe Stock Exchange (ZSE)

### Somalia
- Somali Stock Exchange (SSE)

### Südafrika
- Johannesburger Börse (JSE)
- Bond Exchange of South Africa (BESA)
- Cape Town Stock Exchange (CTSE)

### Sudan
- Khartoum Stock Exchange (KSE)

### Tansania
- Dar es Salaam Stock Exchange (DSE)

### Togo
- Bourse Régionale des Valeurs Mobilières (BRVM)

### Tschad
- Bourse des Valeurs Mobilières de l’Afrique Centrale (BVMAC)

### Tunesien
- Bourse de Tunis (BVMT)

### Uganda
- Börse von Uganda (USE)

### Westafrika
- Bourse Régionale des Valeurs Mobilières (BRVM)

### Zentralafrika (Republik)
- Bourse des Valeurs Mobilières de l’Afrique Centrale (BVMAC)

## Asien

### ASEAN
- ASEAN Exchanges

### Armenien
- Armenische Börse (ARMEX)

### Aserbaidschan
- Baku Stock Exchange (BSE)

### Bahrain
- Bahrain Stock Exchange (BSE)

### Bangladesch
- Chittagong Stock Exchange (CSE)
- Dhaka Stock Exchange (DSE)

### Bhutan
- Royal Securities Exchange of Bhutan

### China
- Shanghai Stock Exchange (SSE)
- Shenzhen Stock Exchange (SZSE)
- Beijing Stock Exchange (BSE)
- Zhengzhou Commodity Exchange (ZCE)
- Shanghai Futures Exchange (SHFE)
- China Financial Futures Exchange (CFFEX)
- Dalian Commodity Exchange (DCE)
- China Securities Depository and Clearing Corporation (CSDC)
- Shanghai Gold Exchange (SGE)

#### Hongkong
- Hong Kong Stock Exchange (SEHK)
- Hong Kong Exchanges and Clearing (HKEx)
- Hong Kong Futures Exchange (HKFE)
- Hong Kong Mercantile Exchange (HKMEx)

### Georgien
- Georgian Stock Exchange (GSX)

### Indien
Die Liste stammt von der Securities and Exchange Board of India (SEBI) (Stand: 2010).
- Bombay Stock Exchange (BSE)
- National Stock Exchange of India (NSE)
- Indian Commodity Exchange (ICEX)
- United Stock Exchange of India (USE)
- Multi Commodity Exchange(MCX)

- Over the Counter Exchange of India (OTCEI)
- Inter-connected Stock Exchange of India (ISE)
- Madras Stock Exchange (MSE)
- Ahmedabad Stock Exchange (ASE)
- Bhubaneshwar Stock Exchange (BhSE)
- Cochin Stock Exchange (CSE)
- Hyderabad Stock Exchange (HSE)
- Calcutta Stock Exchange (CSE)
- Delhi Stock Exchange (DSE)
- Bangalore Stock Exchange (BgSE)
- Madhya Pradesh Stock Exchange (MPSE)
- Jaipur Stock Exchange (JSE)
- Magadh Stock Exchange (MSAE)
- UP Stock Exchange (UPSE)
- Vadodara Stock Exchange (VSE)

Commodity Exchange
- Multi Commodity Exchange of India (MCX)
- National Commodity & Derivatives Exchange (NCDEX)
- Indian National Multi-Commodity Exchange (NMCE)
- Indian Commodity Exchange (ICEX)

### Kambodscha
- Cambodia Securities Exchange (CSX)

### Indonesien
- Indonesia Stock Exchange (IDX)

### Iran
- Teheraner Börse (TSE)
- Kish Stock Exchange (KSE) (auch bekannt als Iranische Ölbörse)
- Iran Mercantile Exchange (IME)
- Iran Fara Bourse Securities Exchange (IFB)

### Irak
- Iraq Stock Exchange (ISX)
- Erbil International Stock Market

### Israel
- Tel Aviv Stock Exchange (TASE)

### Japan
- Fukuoka Stock Exchange
- Nagoya Stock Exchange
- Osaka Exchange (2013 mit der Tokyo Stock Exchange zusammengeführt)
- Sapporo Securities Exchange
- Tokioter Börse

### Jordanien
- Amman Stock Exchange (ASE)

### Kasachstan
- Kasachische Börse (KASE)
- Astana International Exchange (AIX)

### Katar
- Qatar Exchange (QSE)

### Kirgisien
- Kyrgyz Stock Exchange (KSE)

### Kuwait
- Boursa Kuwait (KSE)

### Laos
- Lao Securities Exchange (LSX)

### Libanon
- Beirut Stock Exchange (BSE)

### Malaysia
- Bursa Malaysia

### Malediven
- Maldives Stock Exchange (MSE)

### Mongolei
- Mongolian Stock Exchange (MSE)
- Ulaanbaatar Securities Exchange
- Mongolian Agricultural Commodity Exchange

### Nepal
- Nepal Stock Exchange (NEPSE)

### Oman
- Muscat Securities Market (MSM)

### Pakistan
- Pakistan Stock Exchange
- Islamabad Stock Exchange (ISE)
- Karachi Stock Exchange (KSE)
- Lahore Stock Exchange (LSE)
- Sialkot Trading Floor (STF)

### Palästina
- Palestine Exchange (PEX)

### Philippinen
- Manila Commodity Exchange (MCX)
- Philippine Stock Exchange (PSE)
- Philippine Dealing Exchange (PDEx)

### Saudi-Arabien
- Electronic Securities Information System (ESIS)
- Tadawul (TASI)

### Singapur
- Singapore Exchange (SGX)
- Asia Pacific Exchange (APEX)
- Singapore Commodity Exchange (SICOM)
- Singapore Mercantile Exchange

### Sri Lanka
- Colombo Stock Exchange (CSE)

### Südkorea
- Korea Exchange (KRX)

### Syrien
- Damascus Securities Exchange (DSE)

### Taiwan
- Taiwan Stock Exchange
- Taipei Exchange
- Taiwan Futures Exchange (TAIFEX)

### Tadschikistan
- Central Asian Stock Exchange (CASE)

### Thailand
- Stock Exchange of Thailand (SET)
  - Market for Alternative Investment (MAI)
  - Thailand Futures Exchange (TFEX)
  - Bond Electronic Exchange (BEX)
  - Agricultural Futures Exchange of Thailand (AFET)

### Türkei
- Istanbul Stock Exchange (ISE)

### Usbekistan
- Tashkent Stock Exchange

### Vereinigte Arabische Emirate
- Borse Dubai:
  - Dubai Financial Market (DFM)
  - NASDAQ Dubai

- Abu Dhabi Securities Exchange (ADX)
- Dubai Gold & Commodities Exchange (DGCX)
- ICE Futures Abu Dhabi (IFAD)
- Dubai Mercantile Exchange (DME)

### Vietnam
- Ho Chi Minh Stock Exchange (HSX)
- Hanoi Stock Exchange (HNX)

## Europa

### Pan-Europa
- Euronext
- GXG Markets
- Nasdaq Nordic
- CEE Stock Exchange Group (aufgelöst 2020)

### Albanien
- Tirana Stock Exchange (TSE)

### Belarus
- Belarusian Currency and Stock Exchange (BCSE)

### Belgien
- Euronext Brüssel, eine der Euronext (BEL20)
- Börse Antwerpen
- Börse Brügge

### Bosnien und Herzegowina
- Banja Luka Stock Exchange (BLSE)
- Sarajevo Stock Exchange (SASE)

### Bulgarien
- Bulgarische Wertpapierbörse

### Königreich Dänemark

#### Dänemark
- Börse Kopenhagen (KFX), eine der Nasdaq Nordic
- GXG Markets, Dänemark

#### Färöer
- Faroese Securities Market, in Zusammenarbeit mit der Iceland Stock Exchange (VMF)

### Deutschland
- Berliner Börse
- Börse Hamburg
- Börse Hannover
- Börse München
- Börse Stuttgart
- Börse Düsseldorf
- Eurex, in Frankfurt am Main (im Eigentum der Deutschen Börse und der SIX Swiss Exchange)
- Frankfurter Wertpapierbörse (im Eigentum der Deutschen Börse; Index: DAX)
- Tradegate Exchange

### Estland
- NASDAQ OMX Tallinn, eine der Nasdaq Nordic

### Finnland
- Börse Helsinki, eine der Nasdaq Nordic

### Frankreich
- Pariser Börse, eine der Euronext
- Börse Lyon

### Gibraltar
- Gibraltar Stock Exchange

### Griechenland
- Athener Börse

### Island
- Isländische Börse

### Irland
- Euronext Dublin, eine der Euronext

### Italien
- Borsa Italiana, eine der Euronext

### Kanalinseln
- The International Stock Exchange (TISE)

### Kroatien
- Zagreber Börse (ZSE)

### Lettland
- NASDAQ OMX Riga, eine der Nasdaq Nordic

### Litauen
- NASDAQ OMX Vilnius, eine der Nasdaq Nordic

### Luxemburg
- Börse Luxemburg (BdL)

### Malta
- Malta Stock Exchange

### Moldawien
- Moldova Stock Exchange
- Chișinău Stock Exchange

### Montenegro
- Montenegro Stock Exchange (MNSE)

### Königreich der Niederlande

#### Niederlande
- Amsterdamer Börse

### Nordmazedonien
- Macedonian Stock Exchange (MSE)

### Norwegen
- Osloer Börse

### Österreich
- Wiener Börse
- CEE Stock Exchange Group (Ehemals)

### Polen
- Warschauer Wertpapierbörse (WSE)
- NewConnect

### Portugal
- Euronext Lisboa
  - Bolsa de Valores do Porto
  - Bolsa de Valores de Lisboa
- OPEX

### Rumänien
- Bukarester Börse (Bursa de Valori Bucureşti oder BVB)
- SIBEX (ehemals Sibiu Monetary Financial and Commodities Exchange)

### Russland
- Moscow Interbank Currency Exchange (MICEX)
- Moscow Exchange (MICEX-RTS)
- RTS Stock Exchange
- Saint Petersburg Stock Exchange (SPBEX)

### Schweden
- Burgundy
- Nordic Growth Market
- Börse Stockholm

### Schweiz
- SIX Swiss Exchange
- Berne Exchange (BX)
- Basler Börse
- Genfer Börse

### Serbien
- Beogradska Berza (BELEX)

### Slowakei
- Börse Bratislava (BSSE)

### Slowenien
- Ljubljanska borza (LJSE)

### Spanien
- Bolsas y Mercados Españoles (BME)
  - Bolsa de Madrid
  - Bolsa de Barcelona
  - Bolsa de Valencia
  - Bolsa de Bilbao

### Tschechien
- Prager Börse (PSE)
- RM-SYSTÉM

### Ukraine
- PFTS Ukraine Stock Exchange
- Ukrainian Exchange

### Ungarn
- Budapester Börse (BSE) in Zusammenarbeit mit der Wiener Börse

### Vereinigtes Königreich
- London Stock Exchange (gehört der London Stock Exchange Group)
- PLUS Markets

### Zypern
- Börse von Zypern (CSE)

## Nordamerika

### Bahamas
- Bahamas Securities Exchange (BISX)

### Barbados
- Barbados Stock Exchange (BSE)

### Bermuda
- Bermuda Stock Exchange (BSX)

### Caymaninseln
- Cayman Islands Stock Exchange (CSX)

### Costa Rica
- Bolsa Nacional de Valores (BolsaCR)

### Dominikanische Republik
- Bolsa de Valores de la República Dominicana (BVRD)

### Kanada
- Canadian Securities Exchange
  - Pure Trading
- Neo Exchange (heute Cboe Canada)
- TMX Group
  - Montreal Exchange
  - Toronto Stock Exchange (TSX)
  - TSX Venture Exchange
  - TMX Alpha
  - TMX Select
- Nasdaq Canada
- Chi-X Canada
- Omega ATS
- Vancouver Stock Exchange (VSE)

### Östliche Karibik
- Eastern Caribbean Securities Exchange (ECSE)

### El Salvador
- Bolsa de Valores de El Salvador (BVES)

### Guatemala
- Bolsa de Valores Nacional (BVN)

### Honduras
- Bolsa Centroamericana de Valores (BCV)
- Bolsa de Valores de Honduras (BHV)

### Jamaika
- Jamaica Stock Exchange (JSE)

### Mexiko
- Bolsa Mexicana de Valores (BMV)
- Mexican Derivatives Exchange (MexDer)
- Bolsa Institucional de Valores (BIVA)

### Königreich der Niederlande

#### Curaçao
- Dutch Caribbean Securities Exchange (DCSX)

### Nicaragua
- Bolsa de Valores de Nicaragua (BVN)

### Panama
- Latinex

### Trinidad und Tobago
- Trinidad and Tobago Stock Exchange (TTSE)

### Vereinigte Staaten von Amerika
Die U.S. Securities and Exchange Commission (SEC) stellt eine Liste der nationalen Wertpapierbörsen bereit.
- BATS Exchange
- BATS Y-Exchange
- C2 Options Exchange – im Eigentum der CBOE Holdings
- CBOE Futures Exchange – im Eigentum der CBOE Holdings
- Chicago Board Options Exchange (CBOE)
- Chicago Mercantile Exchange (CME) – im Eigentum der CME Group Inc.
- Chicago Stock Exchange (CHX)
- Options Clearing Corporation (OCC)
- EDGA Exchange – eine Direct Edge Exchanges
- EDGX Exchange – eine Direct Edge Exchanges
- International Securities Exchange (ISE)
- Miami International Holdings (MIAX)
- NASDAQ Stock Market
- NASDAQ PHLX – ehemals Philadelphia Stock Exchange (PHLX)
- NASDAQ BX – ehemals Boston Stock Exchange (BSE)
- New York Stock Exchange (NYSE, auch unter dem Namen „Wall Street“ bekannt) – im Eigentum der Intercontinental Exchange
  - NYSE American (ehemals American Stock Exchange (AMEX))
  - NYSE Arca (ehemals Pacific Exchange)
  - National Stock Exchange (NSX) (Heute NYSE National)
- OneChicago – im gemeinsamen Eigentum von IB Exchange Group (IB), CBOE und CME Group

## Südamerika

### Argentinien
- Bolsa de Comercio de Buenos Aires (BCBA; MERVAL)
- Mercado Abierto Electrónico (MAE)
- Bolsa de Comercio de Rosario (BCR)
- Bolsa de Comercio de Córdoba (BCC)
- Bolsa de Comercio de Santa Fe (BCSF)

### Bolivien
- Bolsa Boliviana de Valores (BBV)

### Brasilien
- Bolsa de Valores Bahia Sergipe Alagoas (BOVESBA)
- Bolsa de Valores Minas-Espírito Santo-Brasília (BOVMESB)
- Bolsa de Cereais e Mercadorias de Maringá (BCMM)
- Bolsa de Valores de Pernambuco e Paraíba (BOVAPP)
- Bolsa de Valores do Rio de Janeiro (BVRJ)
- B3 S.A. – Brasil, Bolsa, Balcão

### Chile
- Bolsa de Comercio de Santiago (SSE)
- Bolsa Electronica de Chile (BEC)
- Bolsa de Corredores de Valparaíso (BOVALPO)

### Ecuador
- Bolsa de Valores de Guayaquil (BVG)
- Bolsa de Valores de Quito (BVQ)

### Guyana
- Guyana Stock Exchange (GSE)

### Kolumbien
- Bolsa de Valores de Colombia (BVC)
- Bolsa de occidende (Cali) (heute BVC)
- Bolsa de Medellin (heute BVC)

### Paraguay
- Bolsa de Valores de Asunción (BVA)

### Peru
- Bolsa de Valores de Lima (BVL)

### Uruguay
- Bolsa de Valores de Montevideo (BVM)
- Bolsa Electronica de Valores de Uruguay (BEVSA)

### Venezuela
- Bolsa de Valores de Caracas (Caracas Stock Exchange) (BVC)

## Ozeanien

### Australien
- Australian Securities Exchange (ASX)
- Sydney Stock Exchange (SSX)
- Sydney Futures Exchange (SFE)

### Fidschi
- South Pacific Stock Exchange (SPX)

### Neuseeland
- New Zealand Exchange (NZX)

### Papua-Neuguinea
- Port Moresby Stock Exchange (POMSoX)